# Pikit
Pikit est une localité de la province de Cotabato, aux Philippines. En 2015, elle compte 154 441 habitants.